# Nicolas Huguet
Pour les articles homonymes, voir Huguet.
Nicolas Huguet, né le 13 septembre 1976 à Clamart, est un véliplanchiste français.
Il est troisième du championnat du monde de Mistral en 2004 et champion du monde en 2005.